# Reo eutypus
Reo eutypus is een spinnensoort in de taxonomische indeling van de Spinneneters (Mimetidae).
Het dier behoort tot het geslacht Reo. De wetenschappelijke naam van de soort werd voor het eerst geldig gepubliceerd in 1935 door Chamberlin & Ivie.